# Nuoto ai Giochi della XVIII Olimpiade - 100 metri dorso femminili
La competizione dei 100 metri dorso femminili di nuoto ai Giochi della XVIII Olimpiade si è svolta nei giorni 13 e 14 ottobre 1964 allo Yoyogi National Gymnasium di Tokyo.

## Programma
| Data            | Round      | Note                           |
| --------------- | ---------- | ------------------------------ |
| 13 ottobre 1964 | 4 Batterie | I migliori 8 tempi alla finale |
| 14 ottobre 1964 | Finale     |                                |

## Risultati

### Batterie
| Pos. | Atleta               | Nazione       | Tempo  | Posizione finale |
| ---- | -------------------- | ------------- | ------ | ---------------- |
| 1    | Nina Harmer          | Stati Uniti   | 1'09"8 | 5                |
| 2    | Satoko Tanaka        | Giappone      | 1'10"0 | 6                |
| 3    | Linda Ludgrove       | Gran Bretagna | 1'10"3 | 7                |
| 4    | Helga Schmidt-Neuber | Germania      | 1'11"4 | 12               |
| 5    | Helen Kennedy        | Canada        | 1'12"5 | 22               |
| 6    | Belinda Woosley      | Australia     | 1'15"3 | 28               |
| 7    | Jovina Tseng         | Malaysia      | 1'20"7 | 30               |

| Pos. | Atleta             | Nazione          | Tempo  | Posizione finale |
| ---- | ------------------ | ---------------- | ------ | ---------------- |
| 1    | Virginia Duenkel   | Stati Uniti      | 1'08"9 | 3                |
| 2    | Eileen Weir        | Canada           | 1'09"7 | 4                |
| 3    | Michiko Kihara     | Giappone         | 1'11"1 | 9                |
| 4    | Kirsten Michaelsen | Danimarca        | 1'11"2 | 11               |
| 5    | Tat'jana Savel'eva | Unione Sovietica | 1'11"8 | 15               |
| 6    | Mária Balla-Lantos | Ungheria         | 1'12"0 | 17               |
| 7    | Bep Weeteling      | Paesi Bassi      | 1'13"1 | 24               |
| 8    | Ursula Seitz       | Austria          | 1'13"3 | 26               |

| Pos. | Atleta               | Nazione       | Tempo  | Posizione finale |
| ---- | -------------------- | ------------- | ------ | ---------------- |
| 1    | Cathy Ferguson       | Stati Uniti   | 1'08"8 | 2                |
| 2    | Françoise Borie      | Francia       | 1'11"8 | 15               |
| 3    | Petra Nerger         | Germania      | 1'12"1 | 18               |
| 4    | Sylvia Lewis         | Gran Bretagna | 1'12"2 | 19               |
| 5    | Ria van Velsen       | Paesi Bassi   | 1'12"2 | 19               |
| 6    | Marlene Dayman       | Australia     | 1'12"9 | 23               |
| 7    | Anneliese Rockenbach | Venezuela     | 1'14"1 | 27               |
| 8    | Margaret Harding     | Porto Rico    | 1'19"5 | 29               |

| Pos. | Atleta              | Nazione          | Tempo  | Posizione finale |
| ---- | ------------------- | ---------------- | ------ | ---------------- |
| 1    | Christine Caron     | Francia          | 1'08"5 | 1                |
| 2    | Jill Norfolk        | Gran Bretagna    | 1'10"6 | 8                |
| 3    | Ingrid Schmidt      | Germania         | 1'11"1 | 9                |
| 4    | Nataliya Mikhaylova | Unione Sovietica | 1'11"4 | 12               |
| 5    | Corrie Winkel       | Paesi Bassi      | 1'11"6 | 14               |
| 6    | Nanette Duncan      | Australia        | 1'12"4 | 21               |
| 7    | Susana Peper        | Argentina        | 1'13"2 | 25               |
| 8    | Jeon Ok-Ja          | Corea del Sud    | 1'21"7 | 31               |

### Finale
| Pos.    | Atleta           | Nazione       | Tempo  |
| ------- | ---------------- | ------------- | ------ |
| Oro     | Cathy Ferguson   | Stati Uniti   | 1'07"7 |
| Argento | Christine Caron  | Francia       | 1'07"9 |
| Bronzo  | Virginia Duenkel | Stati Uniti   | 1'08"0 |
| 4       | Satoko Tanaka    | Giappone      | 1'08"6 |
| 5       | Nina Harmer      | Stati Uniti   | 1'09"4 |
| 6       | Linda Ludgrove   | Gran Bretagna | 1'09"5 |
| 7       | Eileen Weir      | Canada        | 1'09"8 |
| 8       | Jill Norfolk     | Gran Bretagna | 1'11"2 |